# 11706 Rijeka
11706 Rijeka (tên chỉ định: 1998 HV4) là một tiểu hành tinh vành đai chính. Nó được phát hiện bởi Korado Korlević và M. Dusic ở Đài thiên văn Višnjan ở Višnjan, Croatia, ngày 20 tháng 4 năm 1998. Nó được đặt theo tên cảng biển Rijeka, Croatia.